# Vincenzo DeMaria
Vincenzo DeMaria, noto anche con lo pseudonimo di Jimmy (Siderno, 1954), è un mafioso italiano affiliato alla 'ndrangheta ed oggi vive a Mississauga, Ontario, in Canada.
Viene menzionato per la prima volta nel 2010, in un rapporto della polizia italiana come uno dei capi apicali dell'area di Toronto. Sarebbe anche membro del Crimine canadese, l'organo di raccordo della 'ndrangheta per il Canada. 
DeMaria nasce a Siderno nel 1954, e la sua famiglia lo porta ad Halifax in Canada, un anno dopo all'età di 9 mesi.
È il primogenito di 9 figli di Carlo e Rosina DeMaria.
In gioventù viene arrestato 6 volte tra cui una nel 1978 per possesso illegale di arma da fuoco e una nel 1981 per estorsione.
Il 20 settembre 1982 DeMaria viene condannato per l'omicidio di Vincenzo Figliomeni, il quale gli doveva 2000 dollari.
L'omicidio avvenne il 22 aprile 1981 nel negozio di frutta Guy’s Fruit Store della Little Italy di Toronto. Al processo, dichiarò di aver agito per autodifesa, ma le prove dimostraorono che la vittima fu colpita alle spalle con 7 colpi di arma da fuoco. DeMaria scontò la pena nel carcere di Millhaven a Kingston e nel carcere di Joyceville. Nel 1985, DeMaria aveva intentato una causa dopo essere stato trasferito in un carcere di massima sicurezza in base al sospetto di aver fatto entrare in prigione il cianuro. Alla fine il cianuro non fu trovato portò il direttore in tribunale e vinse la causa e fu trasferito di nuovo in un carcere di media sicurezza.
A DeMaria fu garantito un rilascio dal carcere di un giorno nel 1990 ed un pieno rilascio sulla parola nel 1992.
Nel 2000 l'omicidio di Gaetano "Guy" Panepinto a Toronto, presumibilmente commesso da Salvatore Calautti nel 2009 viene citato DeMaria in un rapporto della polizia come "complice nell'omicidio".
DeMaria lavorò come panettiere e come operatore di servizi finanziari presso Invicta Financial. Nell'aprile 2009, DeMaria fu arrestato presso la Invicta Financial per violazione della condizione di "rilascio sulla parola", e fu riportato in carcere per essersi intrattenuto con affiliati alla mafia e aver violato le condizioni del suo rilascio. Quando si discusse del caso in tribunale  furono riportate fotografie dell'incontro fra DeMaria e lo ndranghetista Carmine Verduci del 2 ottobre 2008.
Il 14 novembre 2013, DeMaria fu arrestato di nuovo per aver violato le condizioni di rilascio il 25 febbraio 2012, e il 23 giugno 2012; in uno dei due casi aveva partecipato al matrimonio di Angelo Musitano, della 'ndrina dei Musitano di Hamilton.
Il consiglio ha revocato la libertà condizionale il 18 giugno 2014, dichiarandolo "un indebito rischio per la sicurezza pubblica".
Decide di andare in appello ma il tribunale conferma quanto giudicato, di conseguenza si avvale del giudizio della Corte federale del Canada. DeMaria si lamentò che non sono stati forniti dettagli sulle accuse formulate contro di lui dalla polizia; che gli fu rifiutato un terzo rinvio dell'udienza; e la sua richiesta di audizione orale è stata respinta. Il giudice Catherine Kane ha concordato che il consiglio non fosse proceduralmente equo nei confronti di DeMaria quando gli negò un'udienza per rispondere alle accuse della polizia e per rispondere alle conclusioni di credibilità contro di lui.
Nel luglio 2014, il figlio di DeMaria, Carlo, proprietario della Cash House, ha dovuto affrontare 10 accuse, tra cui la fabbricazione di prove, il furto di identità, il riciclaggio dei proventi di reato e il possesso di beni ottenuti illegalmente.
Nell'aprile 2018, l'Immigration and Refugee Board of Canada (IRB), il dipartimento di immigrazione canadese, apre una istanza di espulsione per DeMaria. DeMaria si appellò nuovamente alla Corte federale del Canada; il giudice James Russell ha emesso una decisione di 65 pagine il 18 aprile 2019, valutando gli argomenti e le prove che sono considerati "prove tenue, per usare un eufemismo", ribaltando l'ordine di espulsione dell'IRB.
Il 27 aprile 2020, il Parole Board of Canada ha riconosciuto il comportamento modello di DeMaria mentre era in carcere e i suoi "problemi renali cronici" che richiedevano visite regolari a uno specialista. Gli concedeva la libertà di parola ma richiedeva che fornisse informazioni finanziarie documentate. La questione della possibile espulsione è stata nuovamente sollevata dalla Canada Border Services Agency ma il dibattito è stata rinviata a causa della pandemia di coronavirus del 2020 in Canada. Nel maggio 2020, a DeMaria sono stati concessi gli arresti domiciliari mentre combatte la controversia sulla deportazione, con condizioni, imposte dall'IRB. Questi includevano il fatto che non comunicava direttamente o indirettamente con diversi mafiosi presunti o accusati e associati della mafia che vivono in Canada e in Italia, tra cui suo fratello Joe, suo cugino Michele Carabetta, proprietario di un'impresa di pompe funebri Luigi Vescio, Angelo Figliomeni, Cosimo Figliomeni, Rocco Remo Commisso, Francesco Commisso, o Vincenzo Muià, riferisce mensilmente alla CBSA, e si trova in diretta compagnia di sua moglie Linda o Scott Wilson (un amico di famiglia che gestisce una rete in franchising di cliniche sanitarie di riabilitazione). Linda ha pagato una performance bond di $400.000, mentre Wilson ha dato un deposito in contanti di $50.000. Il 15 ottobre 2020, DeMaria ha ottenuto la piena libertà sulla parola dal Parole Board of Canada.